# Benedetto Caliari
Benedetto Caliari (Verona, 1538 – Venezia, 1598) è stato un pittore italiano.

## Biografia
Benedetto Caliari è un artista nato in una famiglia di artisti. Il padre Gabriele Caliari era un architetto e scalpellino ed il fratello, Paolo Caliari, meglio conosciuto con il nome di Paolo Veronese, fu un celebre pittore manierista.
Benedetto Caliari e i due figli del Veronese Carlo (o Carletto) Caliari (1570-1596) e Gabriele Caliari (1568-1631), furono i principali collaboratori del maestro manierista.
Dopo la morte del Veronese nel 1588, Benedetto, Carlo e Gabriele completarono i dipinti che il maestro non aveva finito.
La collezione dell'Accademia Carrara di Bergamo, del Cleveland Museum of Art, del Museo dell'Ermitage di San Pietroburgo, dell'Accademia per le Arti di Honolulu, del Kunsthistorisches Museum di Vienna e del Musée des Beaux-Arts di Caen contengono opere di Benedetto Caliari.

## Opere
- Villa veneta con figure, olio su tela, 85 x 60 cm, Bergamo, Accademia Carrara.
- Nascita della vergine, Venezia, Ca' Loredan.
- Sposalizio di Santa Caterina, Santa Maria Maggiore, Vasto (Abruzzo). Paternità del dipinto discusa. Firmato come "heredes Pauli"